# Col des Saïan
Le col des Saïan (en russe : Сая́нский перева́л, Saïanski Pereval), également connu sous le nom de « centième col » est un col de montagne et un important axe de transport sur la route Ak-Dovourak — Abaza. Il est situé à la frontière entre la Khakassie et la Touva en Russie. Le col permet d'observer les monts Saïan, et près du col partent de nombreux sentiers de randonnée.
L'altitude du col est de 2 214 mètres. La route permet de relier la Khakassie à la partie occidentale de Touva. Avec le col de la Bouïba, c'est l'un des deux seuls cols franchissant les monts Saïan. Il traverse une crête des Saïan occidentaux, la crête Saylyg-Khem-Taïga.